# ذخیره‌گاه زیست‌کره لا انکروکیخادا
ذخیره‌گاه زیست‌کره لا انکروکیخادا (به اسپانیایی: Reserva de la biósfera La Encrucijada) یک ذخیره‌گاه زیست‌کره در مکزیک است که در چیاپاس واقع شده‌است.